# Don Ness

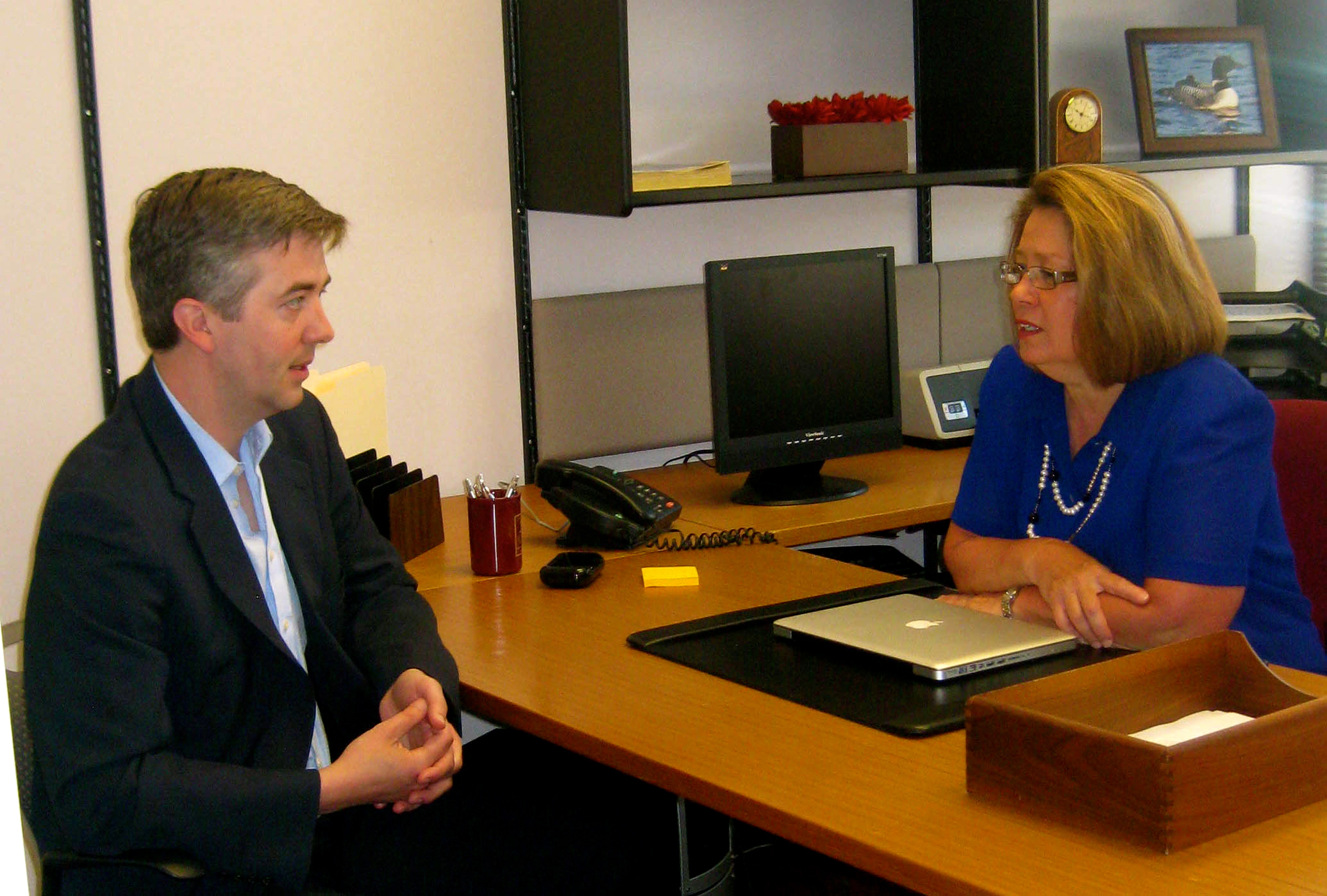
Don Ness und Yvonne Prettner Solon, 2011

Don Ness (* 9. Januar 1974 in Duluth, Minnesota) ist ein US-amerikanischer Politiker. Er war der 38. Bürgermeister von Duluth.

## Leben
Don Ness besuchte die Central High School in Duluth und studierte ab 1993 Verwaltung an der University of Minnesota Duluth, wo er 1995 Präsident des Studierendenparlaments (Student Body President) war. Für den Studierendensenat des Staates Minnesota vertrat er die Hochschule 1996. Er machte im Jahr 1997 dort seinen Bachelor-Abschluss. Er wurde mit dem Sieur-du-Lhut-Preis, benannt nach dem französischen Soldaten und Entdecker (1639–1710), welcher der Namensgeber für Duluth ist, für sein Engagement an der Universität ausgezeichnet.
Von 1997 bis 2007 betätigte sich Don Ness als Wahlkampfleiter für Jim Oberstar bei den Wahlen zum Repräsentantenhaus der Vereinigten Staaten. Danach arbeitete er für die Zeppa Family Foundation, eine liberale Stiftung aus Duluth.
Don Ness ist verheiratet und hat zwei Söhne und eine Tochter.

## Politischer Werdegang

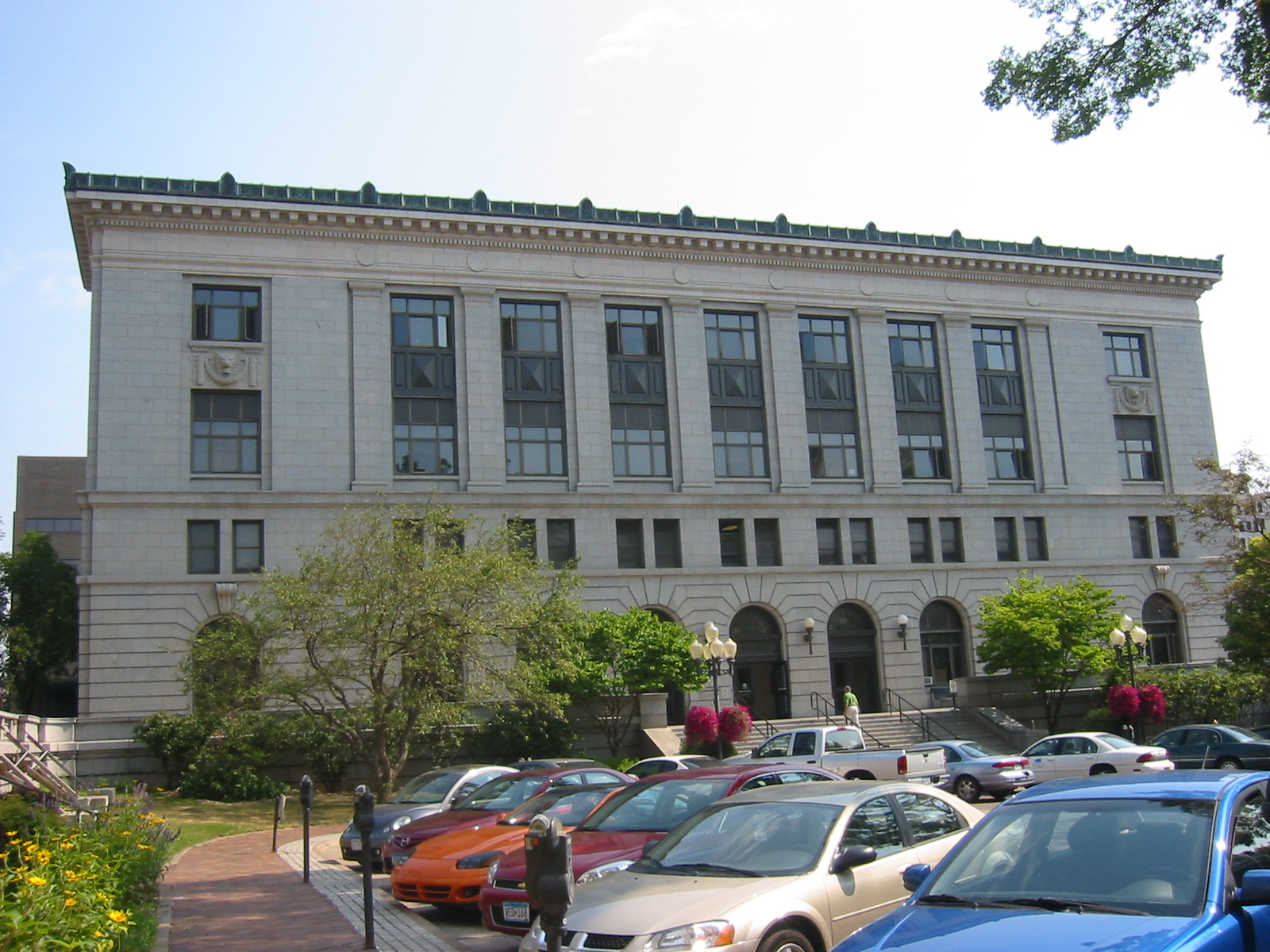
Rathaus von Duluth (2007)

Don Ness ist Mitglied der Minnesota Democratic-Farmer-Labor Party. Er wurde 1999 als zweitjüngster in der Geschichte Dulths in den Stadtrat von Duluth gewählt. In seinen zwei Amtszeiten dort war er für zwei Jahre Stadtratspräsident. 2001 war er federführend bei der Unterzeichnung des Cities for Climate Protection-Abkommens für Duluth, das unter anderem die Einhaltung des Kyoto-Protokolls in der Stadt vorsieht. Er war Mitglied der Minnesota Property Tax Study Group und ist Gründer des Bridge Syndicates, einer Jugendorganisation, die kulturell in Duluth aktiv ist, unter anderem das Homegrown Music Festival organisiert.
Im November 2007 gewann er die Wahl zum Bürgermeister von Duluth mit 52 Prozent der Stimmen. Das Amt trat er im Januar 2008 als Nachfolger von Herb Bergson (ebenfalls Minnesota Democratic-Farmer-Labor Party) an und hielt es bis 2016. Am 4. Januar 2016 wurde Ness von Emily Larson abgelöst.